# ويليام كارل برغر
ويليام كارل برغر (بالإنجليزية: William Carl Burger)‏ هو عالم نبات أمريكي، ولد في 1932.